# 69264 Nebra
69264 Nebra este un asteroid din centura principală de asteroizi.

## Descriere
69264 Nebra este un asteroid din centura principală de asteroizi. A fost descoperit pe 14 august 1988 la Tautenburg de Freimut Börngen. El prezintă o orbită caracterizată de o semiaxă mare de 2,39 ua, o excentricitate de 0,21 și o înclinație de 2,8° în raport cu ecliptica.